# 409年
| 千纪： | 1千纪 |
| 世纪： | 4世纪 \| 5世纪 \| 6世纪 |
| 年代： | 370年代 \| 380年代 \| 390年代 \| 400年代 \| 410年代 \| 420年代 \| 430年代 |
| 年份： | 404年 \| 405年 \| 406年 \| 407年 \| 408年 \| 409年 \| 410年 \| 411年 \| 412年 \| 413年 \| 414年                                                                                                  |
| 纪年： | 己酉年（鸡年）；东晋义熙五年；后秦弘始十一年；北魏天赐六年，永兴元年；北凉永安九年；南燕太上五年；西涼建初五年；北燕正始三年，太平元年；夏龍昇三年；南凉嘉平二年；西秦更始元年；高句丽永乐十九年 |

## 大事记
- 中国
  - 南燕皇帝慕容超因為缺乏太樂伎人，派兵侵略淮北的宿豫城，大掠民眾北歸。及後又派兵進攻淮北，擄去陽平和濟南兩郡太守，俘擄千多家。
  - 東晉將領劉裕率軍進攻南燕，南燕反擊時被追擊的晉軍重創，南燕十余名大將被殺，慕容超逃往廣固。
  - 北魏道武帝被次子拓跋紹所弒，長子拓跋嗣即位，是為北魏明元帝。
  - 西秦复国。
  - 北燕天王慕容雲被部下所殺，權臣馮跋平定政變後即天王位。
  - 夏王赫連勃勃率兵攻秦，掠奪平涼雜胡共七千多戶配給後援軍隊，進據依力川。同年姚興親征勃勃，但勃勃乘秦軍未集，率軍進攻姚興所駐的貮城，秦軍兵敗，姚興只得退回長安。
  - 後秦封譙縱為大都督、相國、蜀王，加九錫。
- 歐洲
  - 阿蘭人與蘇維匯人、汪達爾人等日耳曼人越過庇里牛斯山入侵伊比利半島，蘇維匯人在半島西北部建立蘇維匯王國。

## 逝世
- 11月6日——北魏道武帝拓跋珪，北魏開國皇帝。
- 11月6日——拓跋紹，北魏道武帝拓跋珪次子，北魏明元帝拓跋嗣二弟。
- 11月6日——賀夫人，北魏道武帝拓跋珪的嬪妃，清河王拓跋紹之母。
- 11月16日——慕容雲，十六國北燕國主，後燕慕容寶之養子。
- 孟龍符，晉朝將領，孟懷玉之弟，劉裕北伐南燕時在臨朐戰死。
- 段暉，十六国南燕大臣，劉裕北伐南燕時據守臨朐，被劉裕斬殺。
- 胡道安，劉宋宋武帝劉裕登基前的妾室，宋文帝劉義隆之母，因不明原因被劉裕賜死。